# شوتاکتو
شِوِتاکِتو (سانسکریت: श्वेतकेतु، آوانگاری: Śvētakētu) شخصیتی در اوپانیشادها است که پسر آرونی است و نماد بارز جستجوگر دانش محسوب می‌شود. در اوپانیشادها داستان سفر شوتاکتو از جهل تا معرفت به خویش و حقیقت آمده‌است. در مهابهاراتا شوتاکتو مبدع سنت «وفادار بودن یک زن به یک شوهر در طول زندگی» دانسته شده‌است چرا که او یکبار شاهد این بود که برهمنی دست مادرش را ناخواسته در برابر پدرش لمس کرد.
داستان شوتاکتو در سه اوپانیشاد اصلی بریهدآرنیکه، چاندوگیه، و کوشیتکی آمده‌است.